# 江南停车场
29°55′09″N 121°26′40″E / 29.919084020773912°N 121.44437313079834°E
江南停车场，前称石路头停车场，是宁波轨道交通的一座停车场，服务于宁波轨道交通1号线。江南停车场位于海曙区高桥镇通途路南侧，宁波绕城高速公路东侧60米，接轨于高桥西站，占地面积7.942公顷，主要任务为停车、列检，同时设有上盖轨道交通员工服务设施。。

## 结构
江南停车场分为地面和上盖结构两个部分。地面为车辆基地，接轨于高桥西站，为尽头式车库，设列检库、辅助用房等设施。运用库上方上盖作物业开发，咽喉区上盖为绿化。